# Arthropteris altescandens
Arthropteris altescandens är en spjutbräkenväxtart som först beskrevs av Luigi Aloysius Colla, och fick sitt nu gällande namn av John Smith. Arthropteris altescandens ingår i släktet Arthropteris och familjen Nephrolepidaceae. Inga underarter finns listade.